# Ложный тритон
Ложный тритон (лат. Pseudotriton montanus) — хвостатое земноводное из семейства безлёгочных саламандр.
Общая длина достигает 7,6—20 см. Голова короткая, морда тупая. Туловище крепкое. Хвост короткий. Конечности тонкие и слабые. Окраска красновато-коричневая с 30—40 маленькими пятнышками. Глаза тёмно-карие.
Любит болота, ручьи, роднички с прозрачной водой и илистым грунтом. Ведёт полуводный образ жизни. Летом находится в воде. С ноября по январь держится на суше. Здесь быстро зарывается в листья, где проводит день. Питается пауками, жуками, червями.
Половая зрелость у самцов наступает в 2,5 года, у самок — в 4 года. Размножение происходит осенью или зимой. Самка откладывает 65—200 яиц в листовую подстилку. За сезон бывает несколько кладок.
Вид распространён в восточных штатах США.